# 任何人不得成為自己案件的法官
任何人不得成為自己案件的法官（拉丁語：Nemo iudex in causa sua）是一項自然公正原則，即任何人不得在牽涉自己之案件中擔任法官。該規則適用於眾多司法管轄區。
這句話的變體有：
- nemo judex idoneus in propria causa est
- nemo judex in parte sua
- nemo judex in re sua
- nemo debet esse judex in propria causa
- in propria causa nemo judex

違反自然公正原則的法律後果通常是停止法律程序及使判決無效；其應被推翻或撤銷，亦可重新聆訊。
該語通常被認為是17世紀法學家愛德華·科克爵士所作，但其實早在1544年就已有使用。

## 延伸閱讀
- Page, Jennifer M. . Raisons Politiques. 2015, 59 (3): 91–107  [2023-03-10]. doi:10.3917/rai.059.0091. （原始内容存档于2023-03-10）.